# Fontaine des Ambassadeurs
La fontaine des Ambassadeurs appelée aussi la fontaine de Vénus, est située dans la partie nord des jardins des Champs-Élysées, faisant partie du Carré des Ambassadeurs, proche de la place de la Concorde dans le 8e arrondissement de Paris.

## Historique
Peu de temps après avoir terminé les fontaines de la Concorde Jacques Hittorff construit quatre fontaines supplémentaires dans les squares des jardins des Champs-Élysées. La fontaine des Ambassadeurs en fait partie, elle fut construite en 1840. Elle est ornée de la statue de Vénus prenant son bain par le sculpteur Francisque Duret, prix de Rome en 1823. Des proportions et des formes de la fontaine reflètent parfaitement les œuvres réalisées durant la Restauration et la Monarchie de Juillet. Le nom de la fontaine provient d'un café située dans le Faubourg Saint-Honoré au XVIIIe siècle appelé Café des Ambassadeurs.

## Description
Le bassin circulaire de la fontaine, le piédestal avec une décoration en forme de coquillages et la vasque soutenue par les dauphines ornées de feuilles de palmiers et les têtes de lions crachant de l'eau, sont identiques aux trois autres fontaines installées dans les jardins des Champs-Élysées par Jacques Hittorff :
- la fontaine de Diane
- la fontaine du Cirque
- et la fontaine de la Grille du Coq

Seules les parties supérieures divergent. Dans la partie haute de la fontaine des Ambassadeurs domine la statue de Vénus tressant ses cheveux, enveloppée dans un drapée, debout au milieu des roseaux d'où l'eau jaillit. L'eau s'écoule ensuite de la grande vasque en pierre qui fut posée sur un piédestal de bronze octogonal décoré de quatre dauphins et de feuilles. L'eau sort de douze mascarons à l'effigie de têtes de lions, ornés par des oves, entrelacs et des feuillages, qui viennent compléter les têtes de lions. L'eau jaillit tranquillement, par un jet fin retombant dans le grand bassin.

## Galerie

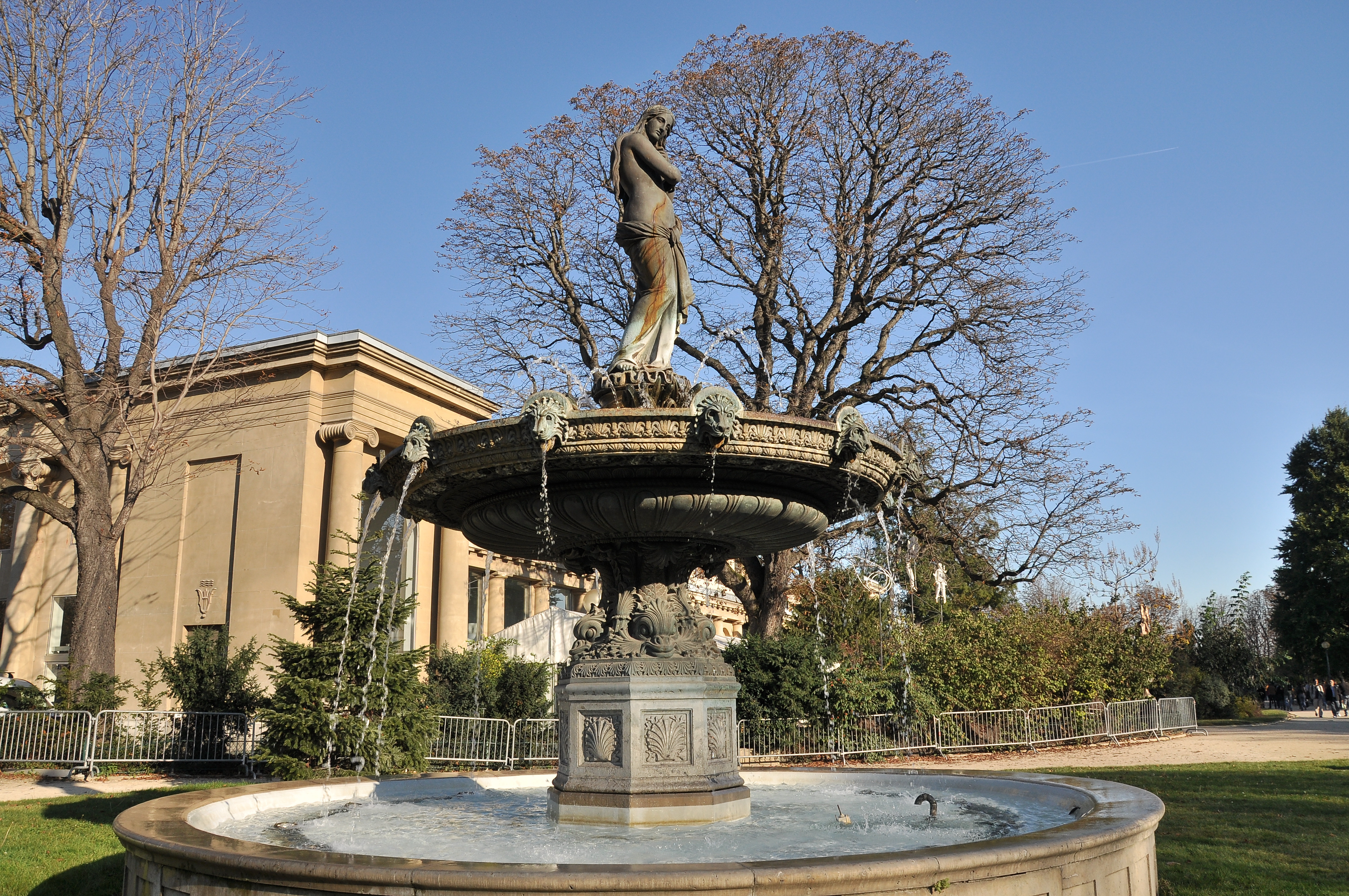
Vue d'ensemble.
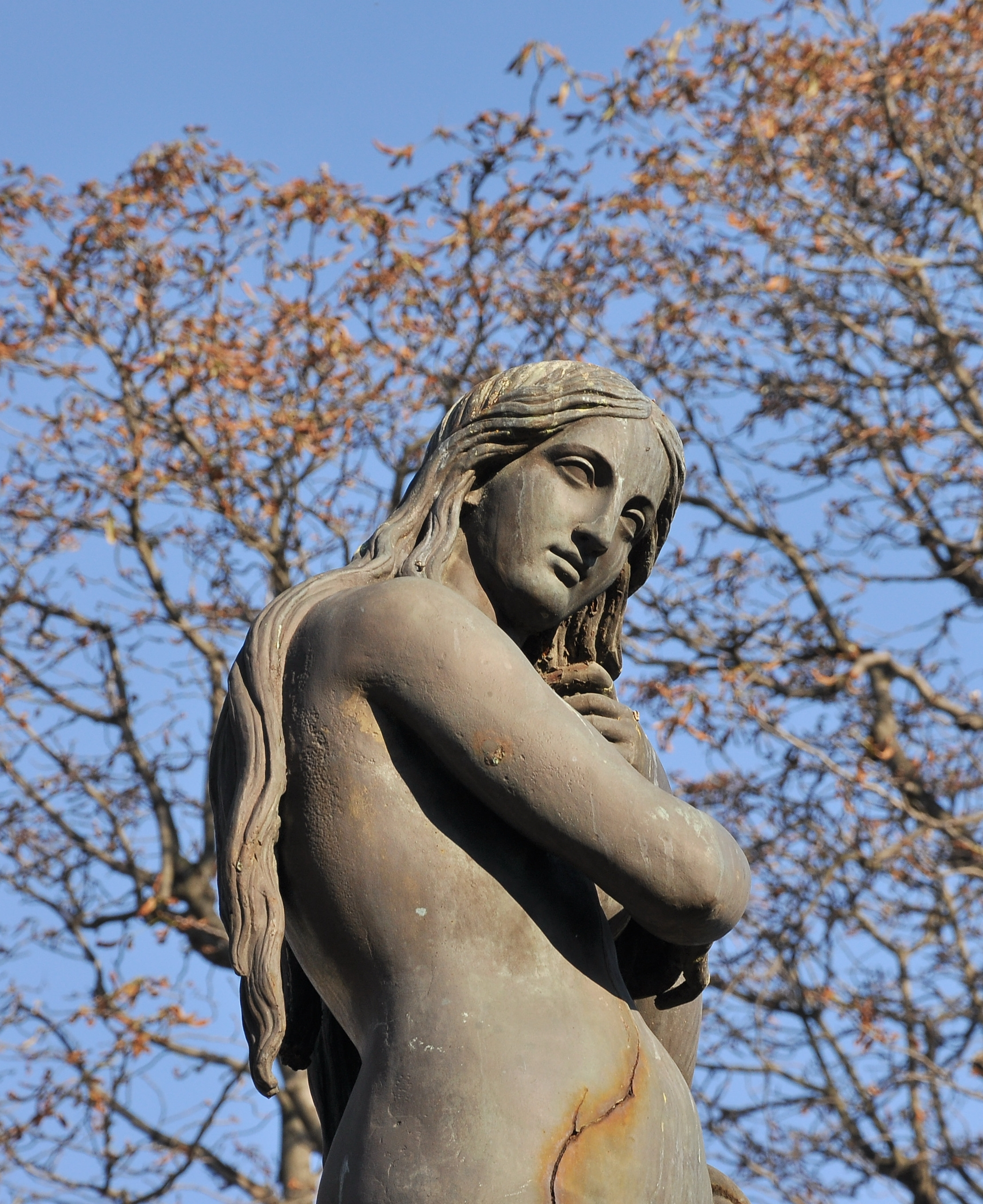
Vénus de Francisque Duret.
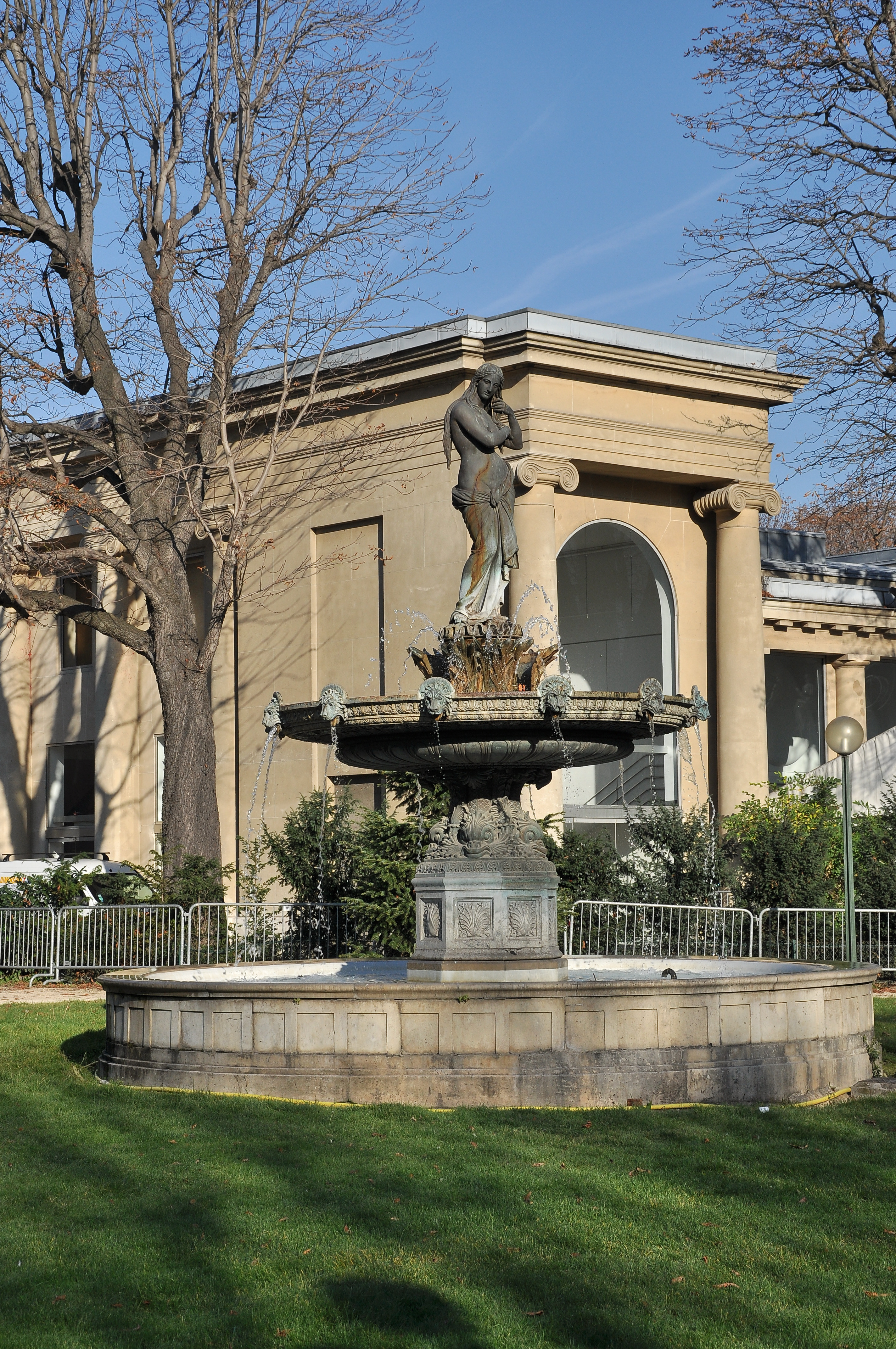
La statue de Vénus tressant les cheveux.